# 我們的烏克蘭—人民自衛聯盟
我們的烏克蘭—人民自衛聯盟（羅馬化：Blok Nasha Ukrayina-Narodna Samooborona}}，缩写为OU-PSD）是以維克多·尤先科為首的選舉聯盟。
「我們的烏克蘭」聯盟與橙色革命有密切關係，並持續使用橘色作為政黨代表色。2007年7月，原「我們的烏克蘭」聯盟改組成為「我們的烏克蘭－人民自衛聯盟」。 聯盟成員計畫在2007年12月合併成單一政黨，2007年11月16日，「人民自衛聯盟」決定退出

## 目前成員
| - 「我們的烏克蘭」人民聯盟 - 前進，烏克蘭！ - 烏克蘭人民運動 - 烏克蘭人民黨 - 烏克蘭共和黨集會 | - 烏克蘭歐洲黨 - PORA - 烏克蘭民族主義者大會 - 祖國保衛者黨 |

## 歷史
我們的烏克蘭聯盟於2001年成立，領導人為維克多·尤先科。

### 2002年烏克蘭議會選舉
2002年議會選舉，該聯盟得票率23.6%，拿下450席中的112個席次。這次也是烏克蘭共產黨第一次失去第一大黨寶座。
此時的聯盟成員有：
| - 烏克蘭民族主義者大會 - 烏克蘭自由黨 - 烏克蘭青年黨 - 烏克蘭人民運動 - 基督教人民聯盟黨 | - 改革與秩序黨 - 共和基督教黨 - 團結黨 - 烏克蘭人民黨 - 前進，烏克蘭！ |

2002年9月，該聯盟與九個親總統（庫奇馬）派系計畫結盟，由我們的烏克蘭成員尤里·科斯騰科（Yuri Kostenko）與烏克蘭工黨領導人瑟爾希·季希普科（Serhiy Tyhypko）所撰寫的結盟草稿在2009年9月20日送至各派系領袖手中（除了烏克蘭社會主義黨、共產黨和季莫申科聯盟）。但至終都未結成聯盟。

### 2006年烏克蘭議會選舉

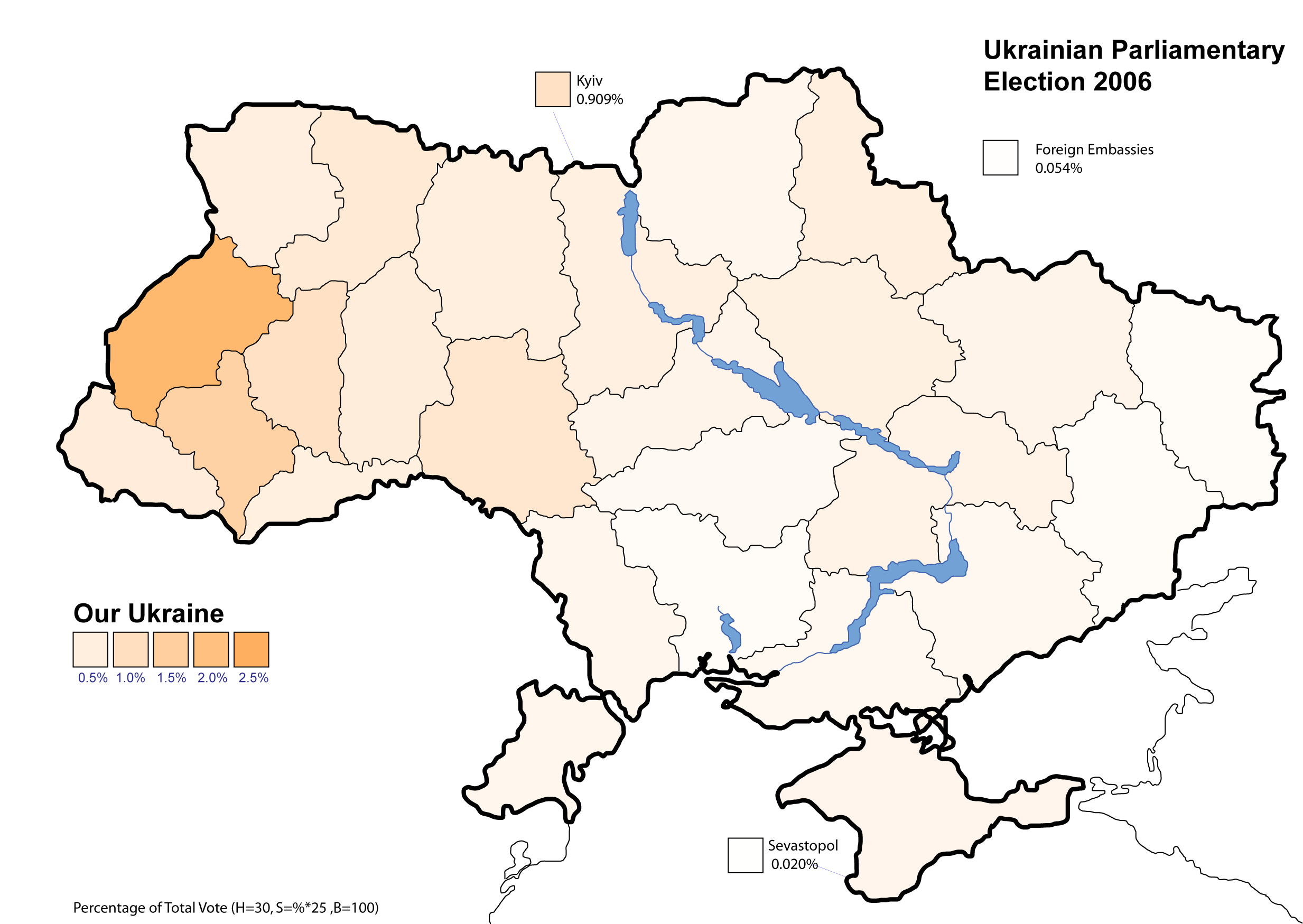
2006年議會選舉中各地區得票結果（全國得票率百分比）

選舉期間，部分季莫申科聯盟成員懷疑我們的烏克蘭在背後散發傳單打擊尤莉婭·季莫申科，例如用假文宣宣傳麥當勞慶祝季莫申科生日而推出優惠活動。
「我們的烏克蘭」聯盟在2006年烏克蘭議會選舉中大敗，只獲得13.95%的得票率，落後給季莫申科聯盟的22%、地區黨的33%得票率。 該聯盟拿下81席。
此時的聯盟成員有：
- 我們的烏克蘭人民聯盟
- 烏克蘭工業家與企業家黨
- 烏克蘭人民運動
- 基督教民主聯盟
- 烏克蘭共和黨集會
- 烏克蘭民族主義者大會

選舉過後，出現一派聲音要求在競選期間與我們的烏克蘭關係密切且擔任黨魁的總統尤申科退黨並保持中立。

### 2007年烏克蘭議會選舉

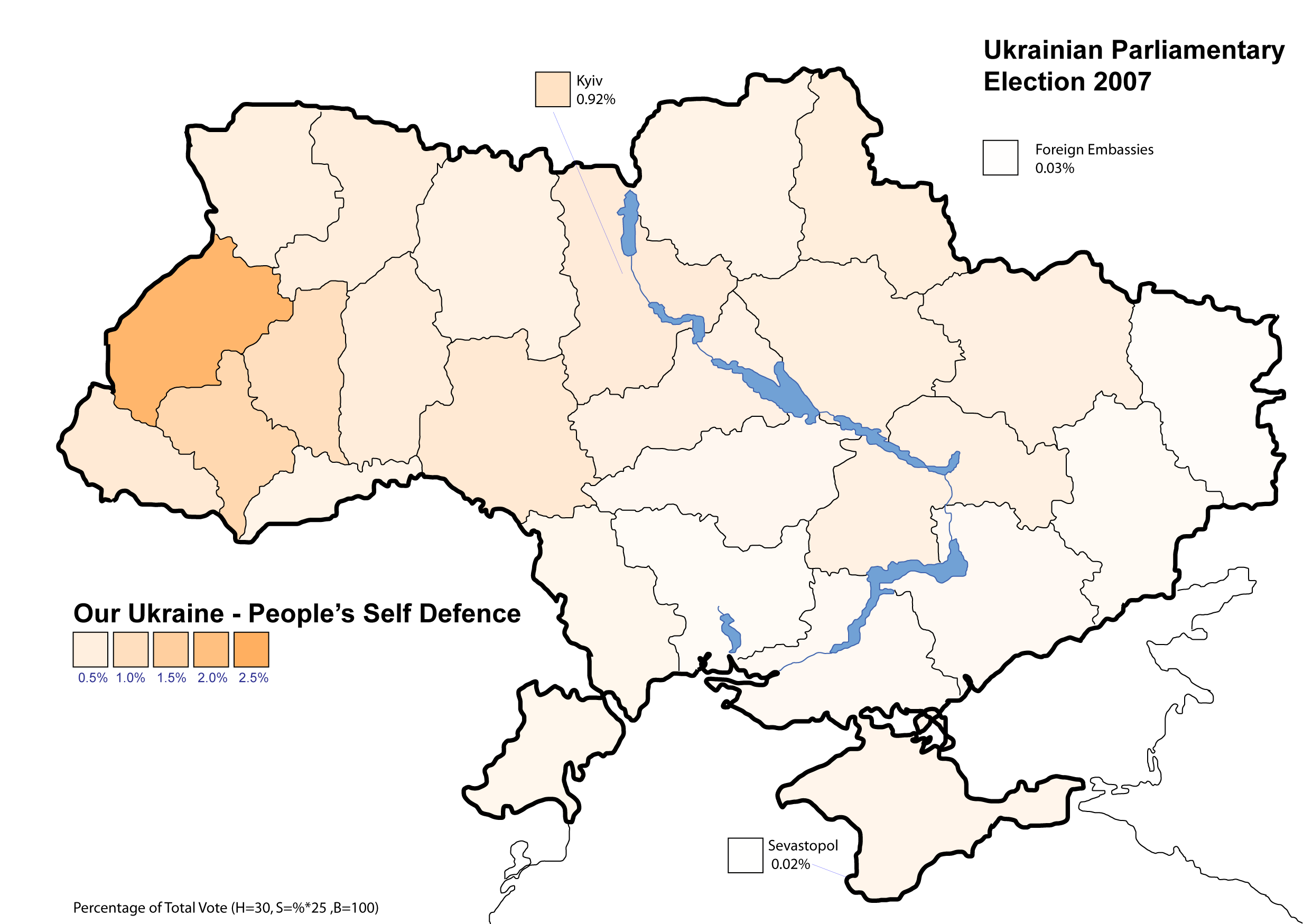
2007年議會選舉中各地區得票結果（全國得票率百分比）

2007年9月30日的議會提前選舉，我們的烏克蘭－人民自衛聯盟位居第三大黨，僅次於季莫申科聯盟與地區黨。我們的烏克蘭－人民自衛聯盟得票率14.16%，與06年相比減少了236,964票，大約是總投票數的0.20%。
此時的聯盟成員有：
| - 「我們的烏克蘭」人民聯盟 - 前進，烏克蘭！ - 烏克蘭人民運動 - 烏克蘭人民黨 - 烏克蘭共和黨集會 | - 基督教民主聯盟 - 烏克蘭歐洲黨 - PORA - 烏克蘭民族主義者大會 - 祖國保衛者黨 |

2007年10月15日，儘管地區黨為議會第一大黨，但我們的烏克蘭－人民自衛聯盟與季莫申科聯盟組成多數聯盟。11月29日，季莫申科聯盟與我們的烏克蘭－人民自衛聯盟簽署結盟（全國總得票率45%）。2007年12月18日，尤莉婭·季莫申科以兩票之差當選總理。

### 辭職與成立團結中心
2008年2月，一些重要成員陸續退黨。總統秘書處主任 Viktor Baloha 在2月15日退黨。（以避免兼任總統秘書處主任與我們的烏克蘭－人民自衛聯盟主席團成員）高層黨幹事Roman Bezsmertny與人民代表 Mykhaylo Polyanchych、Ihor Kryl、Viktor Topolov、Oksana Bilozir 和 Vasyl Petevka 在2月20日退黨並發表聯合聲明：「部分黨領導人只顧個人利益，沒有政治的責任、多元與規範。」 部分人士成立團結中心，計畫獨立參選下次議會選舉。該黨的主要目標之一是「協助尤申科總統實現其行動綱領。」.

### 下次議會選舉
10月21日，我們的烏克蘭人民聯盟主席團表是在下個選舉不會與其他政黨合作，並表示與團結中心合作的想法是「不可能的」。 根據烏克蘭獨立新聞社報導，我們的烏克蘭人民聯盟與團結中心（United Centre）將於2009年1月17日舉行合併大會。人民民主黨也可能加入。
10月23日基督教民主聯盟離開聯盟並加入列昂尼德·柴諾維茨基聯盟。
在我們的烏克蘭－人民自衛聯盟、季莫申科聯盟與利特溫聯盟於12月中旬組成執政聯盟之後，尤申科向記者表示：「事實是，所謂的聯盟的組成是以政治腐敗為基礎，這個聯盟只有在共產黨加入的情況下才能運作。」尤申科也表示尤莉婭·季莫申科想要保住總理寶座的野心是成立聯盟的主要動機，因此他希望將那些支持執政聯盟的我們的烏克蘭－人民自衛聯盟成員自名單中開除。

## 各地區得票結果
|      |  |      |  |      |  |  |
| 2002 |  | 2006 |  | 2007 |  |  |

## 外部連結
- 官方網站